# Elaeocarpus crenulatus
Elaeocarpus crenulatus là một loài thực vật có hoa trong họ Côm. Loài này được Knuth mô tả khoa học đầu tiên năm 1940.